# زنقة لاغرانج
زنقة لاغرانج (بالفرنسية: Rue Lagrange)‏ هي زنقة تقع في حى الصوربون في الدائرة الخامسة في باريس.